# Eduardo Freitas
Eduardo Freitas ist ein portugiesischer Motorsportfunktionär und Rennleiter.
Freitas war von 2002 bis 2022 Rennleiter in den FIA-Rennserien FIA-GT-Meisterschaft, Tourenwagen-Europameisterschaft, European Le Mans Series, Asian Le Mans Series und FIA-Langstrecken-Weltmeisterschaft.
In dieser Funktion überwachte Freitas die Logistik von Sportwagen-, Tourenwagen- und Langstrecken-Rennwochenenden und stellte sicher, dass Fahrzeuge, Strecken und Fahrer vor, während und nach einem Rennen den FIA-Vorschriften entsprechen.
Im Jahr 2022 löste er den ehemaligen Rennleiter Michael Masi als Rennleiter der Formel 1 an der Seite von Niels Wittich ab.

## Kindheit und Ausbildung
Freitas wurde in Portugal geboren. Freitas beschrieb seine Teenagerjahre, und seine Leidenschaft für Motorräder, als er (um 1977 herum) "an Wochenenden Spaß daran hatte, an Zweitaktmotoren von kleinen Motorrädern herumzubasteln". Daraufhin lud ihn ein Freund ein, "das Gleiche an einem Zweitakt-Kartmotor zu tun".

## Laufbahn

### Frühe Laufbahn
Ähnlich wie der ehemalige Formel-1-Rennleiter Charlie Whiting begann Freitas seine Motorsportkarriere, als ein Freund ihn einlud, während der Kart-Weltmeisterschaft in Estoril 1979 als Kartmechaniker zu arbeiten.
Der Portugiese stieg dann vom Streckenposten zum Rennleiter im Kartsport auf.
Während seiner Arbeit als Streckensekretär auf dem Circuito do Estoril im Jahr 2002 wurde er gebeten, die FIA-GT- und ETCC-Meisterschaft eine Saison lang zu leiten, eine Rolle, die er bis Ende 2009 innehatte.
Danach beförderte die FIA Freitas zum Leiter der FIA-GT1-Weltmeisterschaft, 2012 wurde er zum Rennleiter der FIA-Langstrecken-Weltmeisterschaft ernannt.
Insgesamt ist er seit über 40 Jahren im Motorsport als Mechaniker, Streckenposten, Streckensekretär, Streckenkoordinator und Rennleiter für Einzelwagen-, Tourenwagen- und Langstreckenrennen tätig, unter anderem war er 20 Jahre lang Rennleiter der FIA-Langstrecken-Weltmeisterschaft, der 24 Stunden von Le Mans, der European Le Mans Series und der Asian Le Mans Series.

### Formel 1
In der Formel 1 arbeitete Freitas an der Seite des ehemaligen Formel-1-Renndirektors Michael Masi und seines Vorgängers Charlie Whiting bei FIA-Konferenzen und Renndirektorentreffen des Dachverbands. Beim Großen Preis von Portugal 2020 begleitete er Michael Masi als Teil des Renndirektorenteams für sein Heimrennen in Portimão auf dem Autódromo Internacional do Algarve.
Nach dem umstrittenen Ende des Großen Preises von Abu Dhabi 2021 wurde von Formel-1-Fans eine Petition gestartet, Freitas als neuen Rennleiter zu ernennen.
Am 17. Februar 2022 gab die FIA bekannt, dass Masi nach einer FIA-Analyse der Ereignisse des Großen Preises von Abu Dhabi 2021 von seiner Rolle als Rennleiter abberufen wurde. Freitas und Niels Wittich ersetzten ihn und teilen sich die Rolle als Rennleiter, wobei Herbie Blash als „Ständiger Ältestenbeirat“ fungiert.